# Julia Child
Pour les articles homonymes, voir Child.
Julia Carolyn Child (née McWilliams le 15 août 1912 à Pasadena, en Californie et morte le 13 août 2004 à Santa Barbara, Californie) est une cheffe cuisinière et animatrice de télévision américaine. Elle est connue pour avoir été pionnière aux États-Unis dans la présentation de la cuisine française et des techniques de cuisine au travers de nombreux livres de cuisine, comme son plus célèbre ouvrage paru en 1961 Mastering the Art of French Cooking, et de programmes de télévision comme l'émission The French Chef qui débuta en 1963.

## Biographie

### Jeunesse et Seconde Guerre mondiale
Née Julia Carolyn McWilliams, à Pasadena en Californie, elle grandit en mangeant de la cuisine traditionnelle de Nouvelle-Angleterre préparée par la bonne. Elle obtient un bachelor of Arts en histoire au Smith College, de Northampton (Massachusetts) en 1934, puis part pour New York où elle travaille comme rédactrice dans le département publicité de la société d'ameublement W. & J. Sloane. À la suite de son retour en Californie en 1937, peu de temps avant le décès de sa mère, elle travaille chez elle pendant quatre ans, écrivant pour des publications locales et faisant brièvement quelques publicités.
Volontaire à la Croix-Rouge, elle intègre, après l'attaque de Pearl Harbor et l'entrée en guerre des États-Unis, l'Office of Strategic Services comme assistante du général William Joseph Donovan. Elle avait auparavant été réformée de l'US Navy en raison de sa trop grande taille (1,88 m). Après la guerre, elle se marie avec Paul Cushing Child, originaire de Boston (Massachusetts), qui a vécu une vie d'artiste à Paris, avant d'intégrer le service des Affaires étrangères américain.

### Après-guerre à Paris
En 1946, le couple part pour Paris où son mari l'initie au goût de la cuisine française. Elle rappelait souvent que l'expérience de son premier repas en France avec son mari dans un restaurant de Rouen (La Couronne, sur la place du Vieux-Marché, reconnue comme la plus vieille auberge de France), avec des huîtres, une sole meunière et une bouteille de pouilly-fumé, avait été une révélation culinaire, qu'elle décrit un jour au New York Times comme « une ouverture de son âme et de son esprit ».
À Paris, elle suit les cours de l'école culinaire Le Cordon Bleu sous la direction d'Élizabeth Brassart et ensuite des cours privés avec Max Bugnard et d'autres grands chefs. Elle rejoint un club féminin de cuisine, le Cercle des Gourmettes, où elle rencontre Simone Beck qui, avec son amie Louisette Bertholle, écrivent des livres de cuisine française pour Américains et proposent à Julia Child de travailler avec elles pour les rendre plus accessibles.
En 1951, elles commencent à enseigner à des femmes américaines dans la cuisine de Child, appelant leur école informelle l'École des Trois Gourmandes. Pendant une décennie, bien que les Child déménagent dans différents endroits en Europe puis finalement à Cambridge dans le Massachusetts, les trois poursuivent leurs recherches culinaires et testent des recettes. Julia Child traduit vers l'anglais, détaillant les recettes et les rendant attrayantes et pratiques.

### Livres et télévision

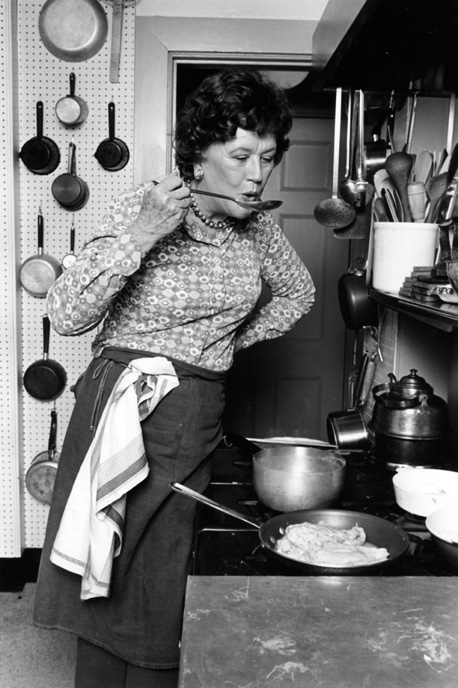
Julia Child dans sa cuisine, en 1978.

Les trois autrices signent un contrat avec l'éditeur Houghton Mifflin, mais ce dernier rejette le manuscrit, le trouvant trop encyclopédique. Finalement, il sera publié en 1961 par Alfred A. Knopf. L'ouvrage de 734 pages, Mastering the Art of French Cooking devient un best-seller recevant de bonnes critiques, en partie dues à l'intérêt des Américains pour la culture française au début des années 1960. Loué pour ses illustrations pratiques, ses détails et pour savoir rendre la cuisine raffinée accessible, le livre est toujours réédité, considéré comme un travail pionnier sur la cuisine. À la suite de ce succès, Child écrit des articles dans des magazines et une chronique régulière dans le Boston Globe.
En 1962, elle fait une apparition dans une émission télévisée littéraire dans le studio de Boston de la National Educational Television (NET) avec une démonstration sur la manière de cuire une omelette. Le succès rencontré auprès des téléspectateurs conduit des producteurs à lui proposer d'animer une émission culinaire. L'émission The French Chef débute le 11 février 1963 sur WGBH et est immédiatement un succès. L'émission sera diffusée nationalement pendant 10 ans, recevant de nombreuses récompenses dont le premier Emmy award pour un programme éducatif. Bien que cela ne soit pas la première émission culinaire à la télévision américaine, The French Chef est la plus regardée. Child attire un large public par son enthousiasme, sa voix roucoulante caractéristique et ses manières simples. Le French Chef sera également le premier programme de télévision américain adapté pour les sourds en 1972.
Le second livre de Child, The French Chef Cookbook, rassemble les recettes réalisées dans son émission. Il est suivi en 1971 par Mastering the Art of French Cooking, volume deux, de nouveau en collaboration avec Simone Beck (mais plus avec Louisette Bertholle, avec qui elles ont arrêté de travailler). Son quatrième livre From Julia Child's Kitchen, est illustré de photographies faites par son mari et documenté par les séries couleur de The French Chef.
Dans les années 1970 et 1980, Julia Child est la vedette de plusieurs programmes de télévision dont Julia Child & Company et Dinner at Julia's. À cette même époque, elle produit ce qu'elle considère comme sa principale œuvre, un livre et une série de vidéos collectivement appelés The Way To Cook, publié en 1989.

### Retraite
Son mari, Paul, meurt en 1994 après avoir vécu cinq ans dans une maison de soins après une série d'attaques cérébrales en 1989. En 2001, elle se retire dans une résidence pour retraités à Santa Barbara, en Californie, faisant don de sa maison et de son bureau au Smith College, et de sa cuisine, spécialement adaptée à sa grande taille et qui a servi pour trois de ses séries d'émissions de télévision, au musée national d'histoire américaine de Washington où elle est aujourd'hui exposée.
Julia Child meurt le 13 août 2004 à presque 92 ans d'une insuffisance rénale aiguë dans la résidence pour personnes âgées Casa Dorinda à Montecito (Santa Barbara, Californie),.

## Distinctions

Signature de Julia Child.

Elle est décorée de la Légion d'honneur en 2000 et de la médaille présidentielle de la Liberté en 2003. 
Elle reçoit également des doctorats honoris causa de l'université Harvard, de son ancienne université Smith College, de l'université Brown et de plusieurs autres.

## Représentations

### Cinéma
Julie et Julia  de Nora Ephron, film réalisé en 2008 et sorti en août 2009 aux États-Unis, est basé sur le livre de Julie Powell Julie and Julia: My Year of Cooking Dangerously (Back Bay Books, 2006) ; l'actrice Meryl Streep y incarne Julia Child.

### Série TV
Julia (2022) de la chaîne HBO est une série entièrement consacrée à la vie de Julia Child lorsqu'elle présentait The French Chef. Elle est interprétée  par Sarah Lancashire.

### Banques de données, dictionnaires et encyclopédies
- Ressource relative à la bande dessinée :   - Comic Vine
- Ressource relative à la musique :   - Carnegie Hall
- Ressource relative à l'audiovisuel :   - IMDb
- Notices dans des dictionnaires ou encyclopédies généralistes :   - American National Biography
  - Britannica
  - Den Store Danske Encyklopædi
  - Dictionnaire universel des créatrices
  - Nationalencyklopedin
  - Store norske leksikon
- Notices d'autorité :   - VIAF
  - ISNI
  - BnF (données)
  - IdRef
  - LCCN
  - GND
  - Japon
  - CiNii
  - Pays-Bas
  - Pologne
  - Israël
  - NUKAT
  - Catalogne
  - Suède
  - Australie
  - Norvège
  - Tchéquie
  - Portugal
  - WorldCat